# Барак-хан (Молодший жуз)
Барак-хан (помер 1748) — казахський правитель, хан Молодшого жуза, обраний народом.